# Viehgatter

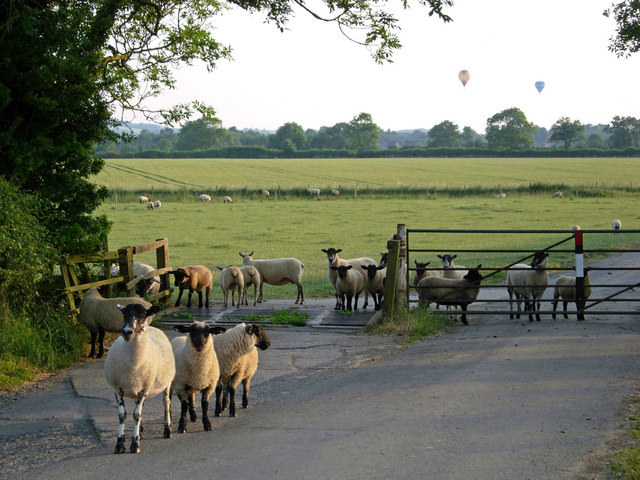
Ein geschlossenes Viehgatter (rechts) und ein Weiderost (links)

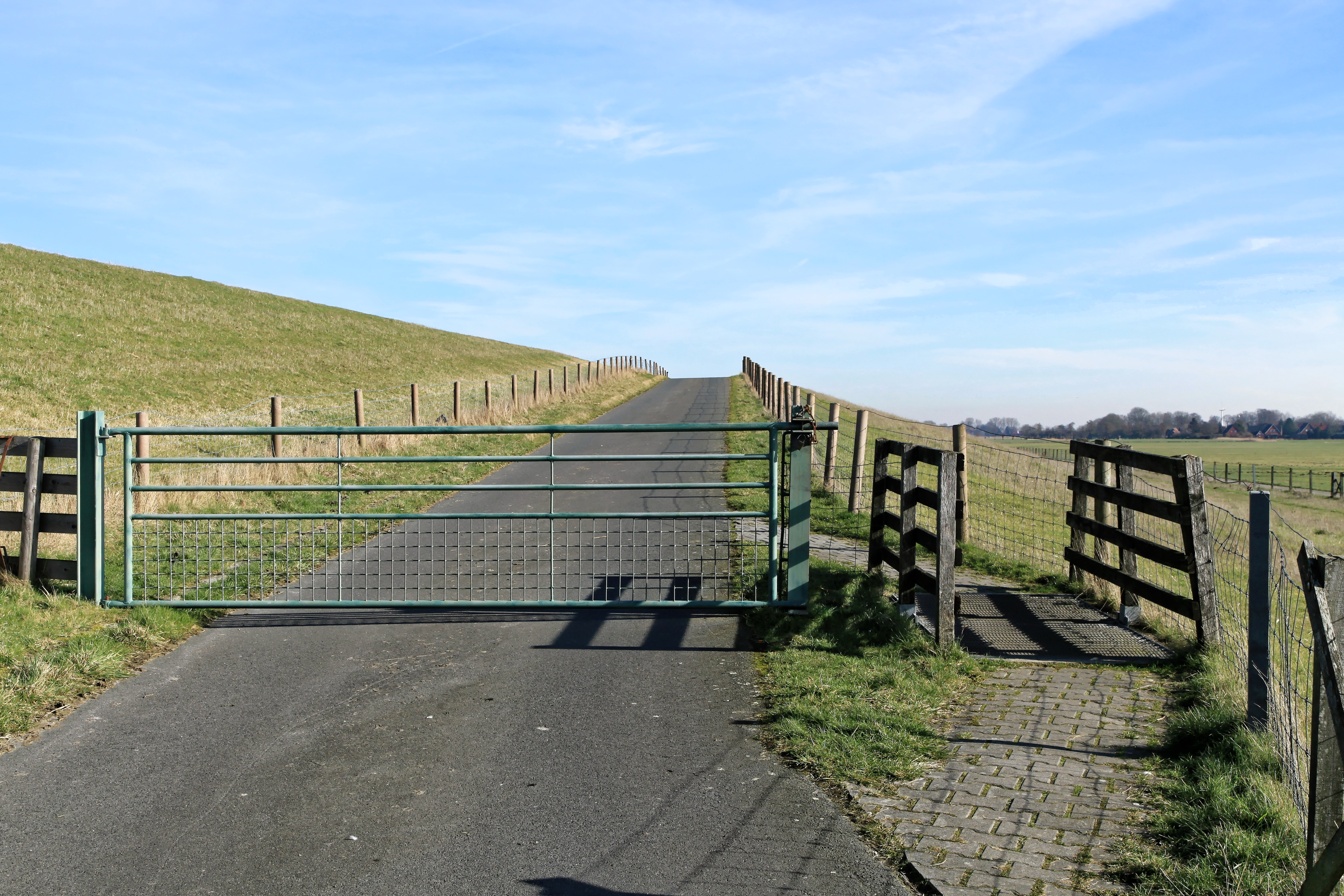
Viehgatter in Deutschland

Ein Viehgatter (von „Gatter“, von mittelhochdeutsch gater, althochdeutsch gataro „Zusammenfügung, Zaun, Gattertor, Gatter; auch Gitter“) ist ein Tor, das die Zufahrt in umzäunte Weideflächen ermöglicht. In geöffnetem Zustand ermöglichen Viehgatter den Durchtrieb von Weidevieh oder die Passage von Fahrzeugen.
Viehgatter sind aus Holz oder Metall und an einer oder beiden Seiten mit Scharnieren befestigt. Auf der gegenüberliegenden Seite oder in der Mitte befindet sich ein Verschlussmechanismus. Dieser kann je nach Bauweise aus einer Schnur, einem Bolzen oder einer Kette und einem Haken bestehen. Bei anderen Gattern rastet ein Pfahl des Gatters durch Anheben in eine dafür vorgesehene Kerbe ein. Während die meisten Viehgatter manuell zu öffnen und zu schließen sind, gibt es auch selbstschließende Gatter (englisch Rambler gates). Dies wird beispielsweise durch ein schräg angeschlagenes Tor (Schwerkraftverschluss), einem mit dem Gatter verbundenen Gewicht oder einer Metallfeder erreicht. Ziel solcher Konstruktionen ist es, zu vermeiden, dass das Gatter offen bleibt und Vieh entlaufen kann.
Besonders im Alpenraum finden sich Viehgatter auf Forststraßen, welche Almen queren. Um Radfahrern und Wanderern den Durchgang zu erleichtern, ohne das Gatter öffnen und schließen zu müssen, finden sich neben Viehgattern angebrachte Kissing Gates, Viehgitter, Drehkreuze oder Zauntritte. Mitunter findet sich an Rinderweiden auch ein V-förmiger Durchlass (englisch Squeeze stile) aus Metall oder Stein, welcher aufgrund seiner geringen Breite nur von Fußgängern genutzt werden kann.